# Empressostrea
Empressostrea is een monotypisch geslacht van tweekleppigen uit de  familie van de Gryphaeidae.

## Soort
- Empressostrea kostini M. Huber & Lorenz, 2007